# Чайна Оупън 2013
Чайна Оупън 2013 е турнир на твърди кортове, провеждащ се в китайската столица Пекин от 22 септември до 6 октомври. Това е 15-ото издание на турнира. Част е от сериите 500 на ATP Световен Тур 2013 и категория Задължителни висши на WTA Тур 2013.

## Сингъл мъже
- Новак Джокович побеждава  Рафаел Надал с резултат 6–3, 6–4.

## Сингъл жени
- Серина Уилямс побеждава  Йелена Янкович с резултат 6–2, 6–2.

## Двойки мъже
- Макс Мирни /  Хория Текау побеждават  Фабио Фонини /  Андреас Сепи с резултат 6–4, 6–2.

## Двойки жени
- Кара Блек /  Саня Мирза побеждават  Вера Душевина /  Аранча Пара Сантонха с резултат 6–2, 6–2.